# László Szabó
László Szabó (ur. 19 marca 1917 w Budapeszcie, zm. 8 sierpnia 1998 w Budapeszcie) – węgierski szachista, arcymistrz od 1950 roku.

## Kariera szachowa
W wieku osiemnastu lat zdobył swój pierwszy z dziewięciu tytułów mistrza Węgier. W 1935 zadebiutował w reprezentacji Węgier na olimpiadzie szachowej w Warszawie. Na kolejnej olimpiadzie w 1937  w Sztokholmie zdobył dwa srebrne medale, drużynowy i indywidualny na drugiej szachownicy. W 1939 zwyciężył w tradycyjnym turnieju w Hastings, wyprzedzając Maxa Euwego i Vasję Pirca. Lata II wojny światowej przeżył w nieludzkich warunkach, uwięziony w obozie pracy.
Po wojnie został zawodowym szachistą, brał udział w prestiżowych turniejach międzynarodowych i rozgrywkach o mistrzostwo świata, do końca lat 50. znajdując się w ścisłej światowej czołówce. W 1948 zajął II miejsce w turnieju międzystrefowym w Saltsjöbaden i awansował do turnieju pretendentów, który ukończył na IX miejscu. W 1948 i 1950 ponownie wygrał turniej w Hastings. W 1950 podzielił I miejsce w memoriale Dawida Przepiórki w Szczawnie-Zdroju, za Paulem Keresem, wspólnie z Gedeonem Barczą, a przed Markiem Tajmanowem, Igorem Bondarewskim i Jefimem Gellerem. W tymże roku Międzynarodowa Federacja Szachowa przyznała mu tytuł arcymistrza. W latach 1952 i 1955 ponownie zajmował premiowane miejsca w turniejach międzystrefowych. Największy sukces odniósł w 1956 na turnieju pretendentów w Amsterdamie, plasując się na III miejscu, za przyszłym mistrzem świata, Wasilijem Smysłowem i Paulem Keresem. Wyprzedził wówczas m.in. Borysa Spasskiego, Tigrana Petrosjana i Dawida Bronsteina. 
Do 1979 uczestniczył w prawie 100 turniejach międzynarodowych, z których ponad 20 ukończył na I miejscu. Jedenastokrotnie reprezentował Węgry na olimpiadach szachowych (pięciokrotnie na pierwszej szachownicy), zdobywając trzy medale w drużynie i trzy indywidualnie.
W 1982 roku opublikował książkę 50 év – 100000 lépés (50 lat – 100000 posunięć), która w tłumaczeniach na angielski i niemiecki nosi tytuł Moje najlepsze partie szachów.